# Héctor Rivas (actor)
Héctor Rivas (1929- Bogotá, 3 de junio de 2010) fue un actor de teatro y televisión colombiano. Fue unos de los primeros actores que se destacó en varias producciones nacionales.

## Biografía
Se inició en la Armada Nacional de Colombia como sargento segundo. Se interesó en la actuación en debutar en las radionovelas en la radiodifusión y posteriormente en el teatro en actuaciones. En 1954 cuando se inauguró la llegada de la televisión nacional en la presidencia de Gustavo Rojas Pinilla inició una participación en una serie de televisión.
Al partir de ahí siguió destacando como actor en las participaciones “Lola Calamidades”, “Don Camilo”, “Pedro el Escamoso” y “Hasta que la plata nos separe”. En 2010 fue diagnosticado un tumor cerebral en la cual estuvo hospitalizado en Hospital Militar Central de Bogotá y días después falleció el 3 de junio de 2010.